# Slatina-Timiș
Slatina-Timiș is een Roemeense gemeente in het district Caraș-Severin.
Slatina-Timiș telt 3105 inwoners.
Is een partnergemeente van Geel België.